# Batheulima lutescens
Batheulima lutescens is een slakkensoort uit de familie van de Eulimidae. De wetenschappelijke naam van de soort is voor het eerst geldig gepubliceerd in 2002 door Simone.